# 祈福新邨

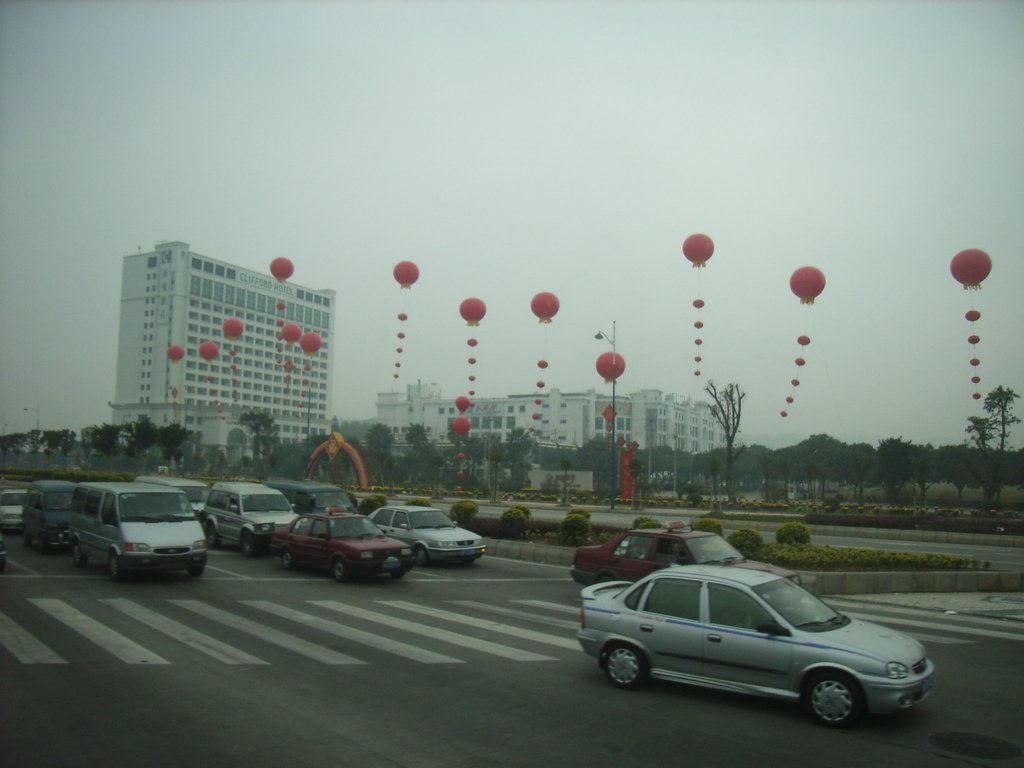
祈福新邨附設的酒店

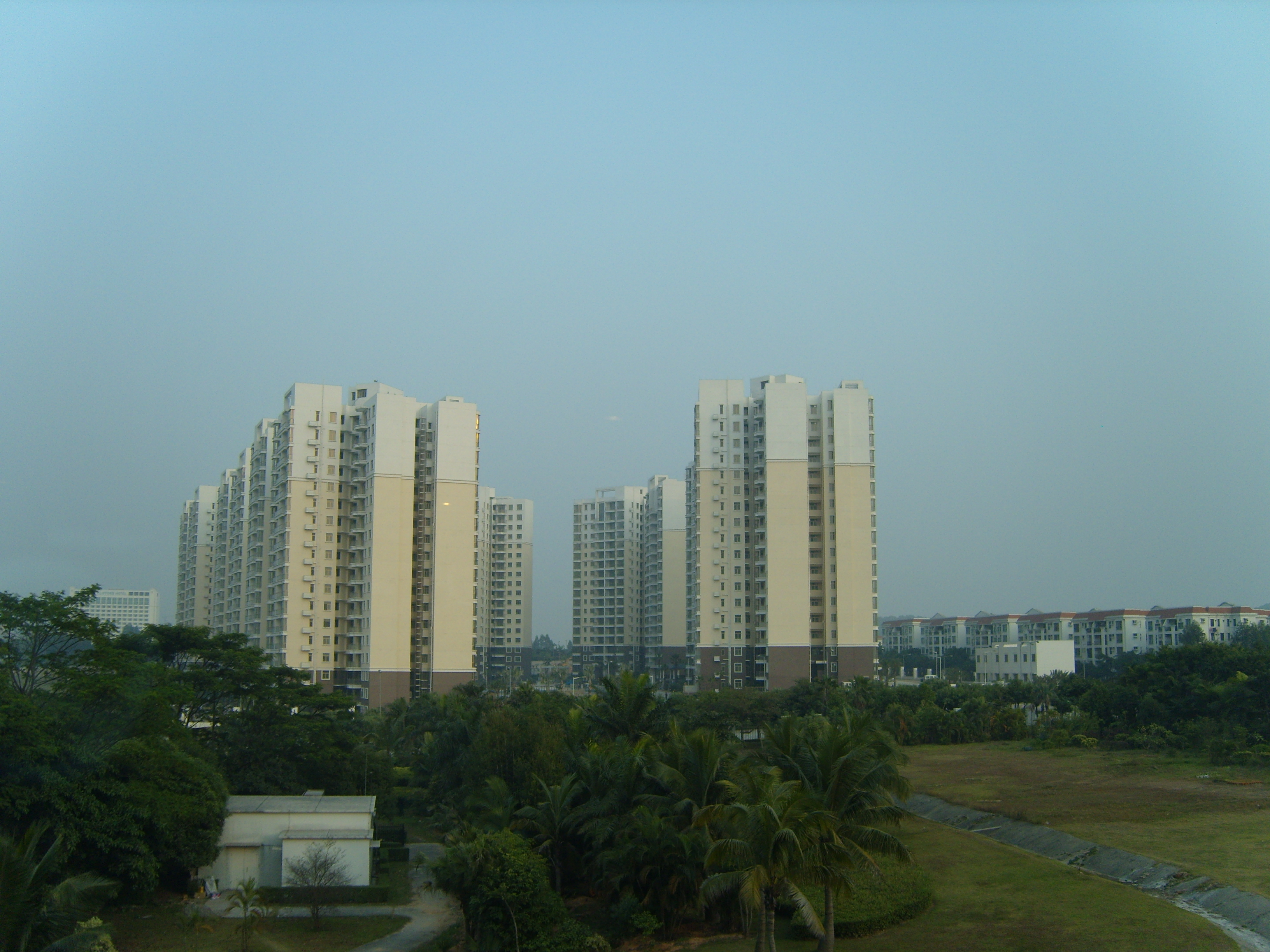
活力花園

祈福新邨位於中國廣東省廣州市番禺區村街道，是一個閉門式管理的小區，于1991年建村，由祈福集團开发，主要作退休及度假之用。截至2016年6月8日，祈福新邨发展土地逾6,000亩，已售出单位逾30,000个，業主共20多万，其中有80%是香港人，也有来自韩国、新加坡、美国、日本的外籍人士。该地是中国大陸最大的低密度住宅区，有“中国第一村”的别称。

## 分區
祈福新邨的發展計劃分成多期發展，而不同的區段亦有不同的名字，茲詳列如下（部份編輯中）：
- A區
- B區
- C區
- D區
- E區
- 天湖居
- 翠湖居
- 湖景居
- 湖畔豪庭
- 倚湖灣
- 綠怡花園
- 綠怡居
- 青怡居
- 蝶舞軒
- 康怡居
- 康怡雅園
- 曉峰園
- 山泉居
- 活力花園
- 迎風閣
- 月明軒
- 海晴居
- 崎峰渡假別墅（現已發售）
- 湖岸經典
- 祈福名都
- 祈福缤纷世界（又称缤纷汇）

## 屋邨設備

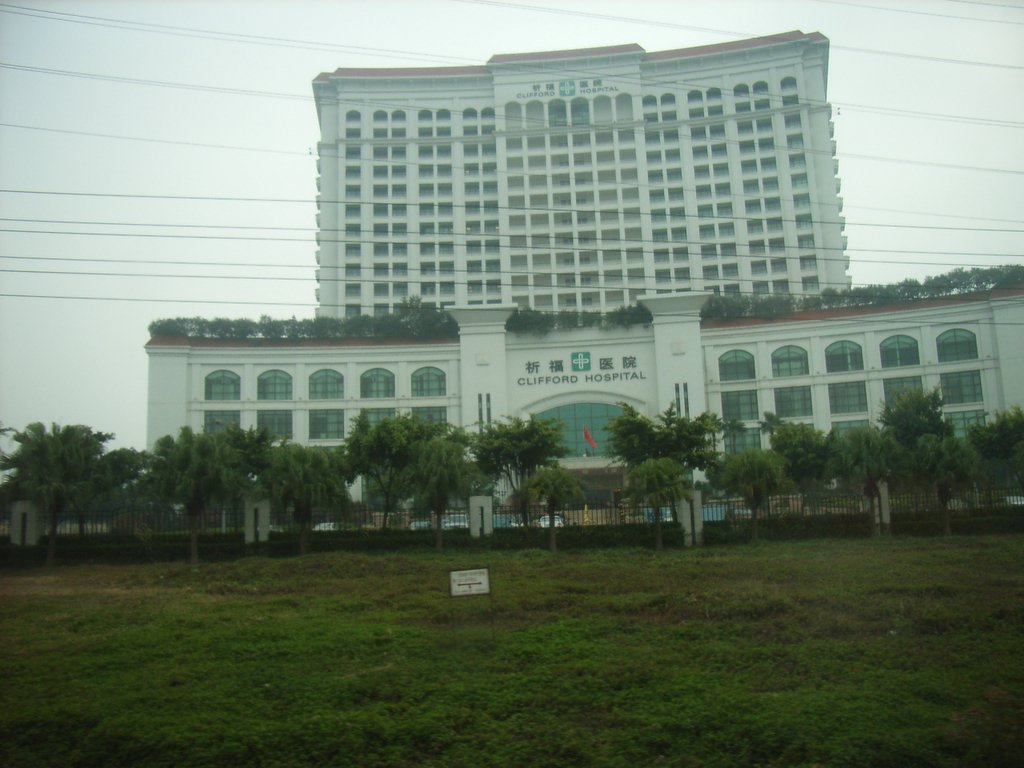
祈福醫院

祈福新邨除了有屋邨會所以外，還設有商場、超市、醫療中心及學校。不少港人在帶同親朋戚友前來度假之時，亦鼓勵他們享用屋邨的醫療設施。

### 會所
祈福新邨設有七個會所，分別如下：
- 祈福新邨俱樂部
- 祈福新邨渡假俱樂部（原名：祈福酒店渡假俱樂部）
- 祈福不夜城（已拆除）
- 天湖會所
- 半山會所
- 活力會所
- 倚湖會所
- 海晴居會所

### 醫療設施
- 祈福醫院（英语：Clifford Hospital）

### 學校
- 祈福英語實驗學校
- 祈福新邨学校
- 祈福精英幼兒園
- 祈福半山幼儿园
- 祈福活力幼儿园
- 祈福名家幼儿园
- 番禺区毓秀小学（公立）
- 番禺区毓贤学校（公立）

### 休閒設施
- 祈福農莊（已拆除）[3]
- 祈福湖
- 棕櫚園
- 四季花園（已拆除）
- 千色園
- 郊野公園（已拆除）
- 食街（已拆除）
- 祈福缤纷汇

## 交通
| 编号 | 编号 | 线路     | 线路 | 线路               | 收费  | 运营商   | 备注 |
| ---- | ---- | -------- | ---- | ------------------ | ----- | -------- | ---- |
|      | 番1  | 祈福新邨 | ⇆    | 傍雁路临时公交总站 | 2元   | 番禺公汽 |      |
|      | 288  | 祈福新邨 | ⇆    | 西华路尾           | 3元   | 番广客运 |      |
|      | 312  | 祈福新邨 | ⇆    | 滘口客运站         | 3–4元 | 番广客运 |      |

| 编号 | 编号         | 线路                   | 线路 | 线路               | 收费  | 运营商   | 备注                         |
| ---- | ------------ | ---------------------- | ---- | ------------------ | ----- | -------- | ---------------------------- |
|      | 番1          | 祈福新邨               | ⇆    | 傍雁路临时公交总站 | 2元   | 番禺公汽 |                              |
|      | 番13         | 东盛路                 | ⇆    | 洛溪南浦           | 2–3元 | 番禺公汽 | 20–40分/班                   |
|      | 番15         | 沙湾珠宝产业园         | ⇆    | 雄峰商城           | 2元   | 番禺公汽 |                              |
|      | 番86高峰短线 | 富豪山庄               | ↺    | 地铁汉溪长隆站     | 2元   | 番广客运 |                              |
|      | 番91         | 番禺中心医院           | ⇆    | 洛溪新城           | 2–3元 | 锦信公交 | 经交通大厦、谢村、如意三马路 |
|      | 番96         | 市桥汽车站             | ⇆    | 大石中学           | 2元   | 锦信公交 |                              |
|      | 番97         | 雁洲村                 | ⇆    | 都那村             | 2–3元 | 锦信公交 | 25–50分/班                   |
|      | 番99         | 傍雁路（亚运大道路口） | ⇆    | 广州南站           | 2–3元 | 锦信公交 | 25–45分/班                   |
|      | 番100        | 雁洲村                 | ⇆    | 广州南站           | 2–3元 | 锦信公交 |                              |
|      | 301          | 傍雁路临时公交总站     | ⇆    | 沥滘               | 3元   | 番广客运 |                              |

## 維權糾紛
2005年12月11日，大約1萬名屋邨居民於邨內遊行，抗議番禺區政府要興建兩個貫通屋邨，用來連接番禺區中心至廣州南站的馬路。居民普遍認為，興建馬路會破壞屋邨原有的良好治安。就此次事件，居民成立維權委員會，以保障自身的權益。這件事件在香港傳媒得到廣泛報導，使人關注香港人在中國大陸的物業投資的產權是否得到應得的保障。
由於廣州市政府對有關產權問題漠視不理，業主向香港政府求助，要求港府代為向北京當局反映。

## 衛生問題
2006年9月，屋邨爆發隱翅蟲皮炎。由於當年8月尾到9月初期間，廣州一帶天氣炎熱潮濕，引發隱翅蟲大量繁殖。由於隱翅蟲的體液含劇毒，當居民用手拍打隱翅蟲時，昆蟲身體破裂，使其體液引致居民的皮膚發炎。

## 其他事件
1998年5月，时任广州市天河区委常委兼区政府副区长、天河区委副书记兼区政府区长、天河区委书记的曹鉴燎，曾收受广州市龙洞龙汇实业有限公司原董事长樊志华，以按揭方式购买的位于祈福新村豪庭西路的一幢价值983万余元人民币的别墅。而曹鉴燎也因为此事而被落马（落马时为广州市副市长）。2016年3月，樊志华因行贿被广东省高级人民法院终审判处有期徒刑5年零6个月。而曹鉴燎的受贿案件也于2016年1月30日在深圳市中级人民法院开庭审理。

## 外部連結
- 祈福新邨網址 （页面存档备份，存于）
- 搜房：祈福新邨業主討論區 （页面存档备份，存于）